# رقيقة (أغنية)

رقيقة (بالإنجليزية:  Smooth)‏ تعاون بين فريق الروك اللاتيني «سانتانا»، والمغني روب توماس (عضو فريق ماتشبوكس20). الأغنية كتبها إيتال شور وتوماس، وأنتجها مات سيرليتيك وغناها توماس. تصدرت الأغنية قائمة البيلبورد لمدة 12 أسبوعًا، في الولايات المتحدة، وهي آخر أغنية تحتل المركز الأول في التسعينات وأول أغنية تحتل المركز الأول في العقد الأول من القرن الحادي والعشرين. صُنفت الأغنية بأنها ثاني أكثر الأغاني نجاحًا على الإطلاق في قوائم البيلبورد، كما فاز بثلاث جوائز جرامي: تسجيل العام (جائزة الجرامافون) وأفضل أغنية لهذا العام وأفضل تعاون لموسيقى البوب مع الغناء. صعدت الأغنية في جميع أنحاء العالم، إلى المركز الأول في كندا والمرتبة العشرة الأولى في أستراليا  والنمسا  وأيرلندا  والمملكة المتحدة.

## خلفية الأغنية
كتب الأغنية المنتج الموسيقي والملحن إيتال شور، وكانت تحت عنوان «الغرفة 17»، وعرضها على روب توماس، الذي عدلها وقرر عرضها على المغني البريطاني «جورج مايكل George Michael»، ولكنه تراجع وسجلها كتجربة للموسيقي كارلوس سانتانا، الذي قرر ان يشرك توماس في تسجيل الأغنية كمغني رئيسي.

## طاقم العزف والتسجيل
- كارلوس سانتانا: جيتار رئيسي
- روب توماس: غناء رئيسي
- تشيستر طومسون: لوحات المفاتيح (كيبورد)
- بيني ريتفيلد: جيتار باس
- رودني هولمز: طبول
- كارل بيرازو: إيقاع
- راؤول ريكو: كونجاس
- جيف كريسمان: ترومبون
- خوسيه أبيل فيجيروا: ترومبون
- جوليوس ميلينديز: بوق (ترومبيت)
- وليام أورتيز: بوق (ترومبيت)

## كلمات الأغنية
يا رجل، إنها ساخنة Man, it's a hot one
كأنها تبعد سبع بوصات عن شمس الظهيرة Like seven inches from the midday sun
حسنًا، أسمعكِ تهمسِ والكلمات تذيب الجميع Well, I hear you whisper and the words melt everyone
لكنكِ تظلين هادئة But you stay so cool
يا مونيكيتا My muñequita
الموناليزا الإسبانية من هارلم My Spanish Harlem Mona Lisa
أنت سبب أسبابي You're my reason for reason
خطوة إلى داخلي، أجل The step in my groove, yeah
وإذا قلتِ «هذه الحياة ليست جيدة كما يجب» "And if you said, "This life ain't good enough
سأمنحكِ عالمي لتحلقي I would give my world to lift you up
يمكنني تغيير حياتي ليصبح مزاجك أفضل I could change my life to better suit your mood
لأنكِ رقيقة جدًا Because you're so smooth
مثل المحيط تحت القمر And it's just like the ocean under the moon
مثل المشاعر التي تمنحيها لي It's the same as the emotion that I get from you
لديك من الحب ما هو رقيق جدًا، نعم You got the kind of loving that can be so smooth, yeah
أعطني قلبك، إجعليها حقيقيًة Gimme your heart, make it real
وإنسِ ما عدا ذلك Or else forget about it
حسنًا، سأخبرك بشيء واحد Well, I'll tell you one thing
إذا رحلت فسيكون هذا مخزيا If you would leave it'd be a crying shame
في كل نفس وفي كل كلمة In every breath and every word
أسمع أسمك يناديني I hear your name calling me out
حسنًا، أنا من الحي Well I'm from the barrio
تسمعي إيقاعي على مذياعك You hear my rhythm on your radio
تشعري بأن العالم يدور بنعومة وهدوء You feel the turning of the world so soft and slow
يدور ويدور ويدور Turning you 'round and 'round
نسخ أخرى للأغنية: قام أكثر من 30 فنان بتقديم نسخهم الخاصة من الأغنية.

## وصلات خارجية
https://www.songfacts.com/facts/santana/smooth رقيقة (أغنية)
https://secondhandsongs.com/performance/91659 رقيقة (أغنية)
https://www.allmusic.com/song/smooth-mt0030287690 رقيقة (أغنية)
https://www.youtube.com/watch?v=6Whgn_iE5uc رقيقة (أغنية)
https://www.youtube.com/watch?v=28E8WKZ614w رقيقة (أغنية) 